# Idiom Neutral
Idiom neutral ist eine Plansprache, die im Jahre 1902 von Waldemar Rosenberger in der „Akademi Internasional de Lingu Universal“ (Akademie der Weltsprache) vorgestellt wurde. Die Sprache basiert auf der Plansprache Volapük.

## Geschichte
Nachdem mit Esperanto eine im Vergleich zu Volapük wesentlich naturalistischere Plansprache vorgestellt worden war, entwickelten die Volapük-Anhänger ihre Sprache unter Gesichtspunkten, die schon Ludwig Zamenhof berücksichtigt hatte, zum Idiom neutral weiter. Diese Sprache war die erste folgerichtig naturalistisch konzipierte Plansprache und hatte großen Einfluss auf die weitere Entwicklung der verschiedenen Plansprachen. Giuseppe Peanos Versuch, sich in gleicher Weise auf die Grundlage der westeuropäischen Sprachen zu stützen, führte 1903 zur Entwicklung von Latino sine flexione bzw. Interlingua.

## Grammatik

### Substantive und Adjektive
Anders als im Esperanto und Ido können Substantive auf jeden Buchstaben auslauten. Es gibt keine Kasusflektierung. Der Plural wird durch Suffigierung mit -i gebildet. 
Beispiel: 
dom (ein, das Haus)
de dom (des Hauses)
a dom (dem Haus)
dom (ein, das Haus)
Plural: domi (die Häuser, Häuser)
Adjektive können ebenso auf jeden Buchstaben auslauten. Sie sind meist dem Substantiv nachgestellt und nicht in Kongruenz zum Substantiv. Gesteigert werden sie mit plu für den Komparativ und leplu für den Superlativ.

### Verben
Verben werden wie folgt konjugiert.
- Infinitiv: amar (dt.: zu lieben)
- Präsens: mi am (dt.: ich liebe)
- Präteritum: mi amav (dt.: ich liebte)
- Futur: mi amero (dt.: ich werde lieben)
- Perfekt: mi av amed (dt.: ich habe geliebt)
- Plusquamperfekt: mi avav amed (dt.: ich hatte geliebt)
- Futur II: mi avero amed (dt.: ich werde geliebt haben)
- Konjunktiv I: mi amerio (dt.: ich würde lieben)
- Konjunktiv II: mi averio amed (dt.: ich würde geliebt haben)
- Imperativ Singular: ama! (st.: liebe!)
- Imperativ Plural: amate! (dt.: liebt!)
- Imperativ Plural (1. Person): amam! (dt.: lasst uns lieben!)
- Partizip Präsens: amant (dt.: liebend)
- Partizip Perfekt: amed (dt.: geliebt)

Passiv wird mit esar (dt.: sein) und dem Partizip Perfekt gebildet: mi es amed (dt.: ich werde geliebt).

### Andere Wortarten
Es gibt im Idiom neutral keine Artikel, weder unbestimmt noch bestimmt. Adverbien können aus Adjektiven mittels des Suffixes -e erstellt werden. Präpositionen werden beispielsweise mit dem Suffix -u erzeugt.
Die Kardinalzahlen lauten 1 un, 2 du, 3 tri, 4 kuatr, 5 kuink, 6 seks, 7 sept, 8 okt, 9 nov und 10 des sowie 100 sent und 1000 mil. Die übrigen Zahlen werden durch Zusammensetzungen gebildet: 11 desun, 24 dudeskuatr.

## Wortschatz
Im Idiom neutral wurde versucht, anders als im Volapük, den Wortschatz möglichst international zu halten. Es setzt sich aus sieben verschiedenen europäischen Sprachen zusammen: Englisch, Französisch, Deutsch, Spanisch, Russisch sowie Italienisch und Latein. Andererseits gelang es den Entwicklern um Rosenberger nicht, Homophonien innerhalb des Wortschatzes zu vermeiden.

## Sprachbeispiele
Das Vater Unser in Idiom neutral, übersetzt von Rosenberger im Jahr 1902:
Nostr Patr, kel es in sieli,
Ke votr nom es sanktifiked;
Ke votr regnia veni;
Ke votr volu es fasied
Kuale in siel tale et su ter.
Dona sidiurne a noi nostr pan omnidiurnik,
E pardona a noi nostr debiti
Kuale et noi pardon a nostr debtatori
E no induka noi in tentasion,
Ma librifika noi da it mal.